# Adna R. Chaffee
Adna R. Chaffee   (Orwell, 14 d'abril de 1842 - Los Angeles, 1 de novembre de 1914) Adna Romanza Chaffee va ser un General Lloctinent dels Estats Units dins la United States Army. Chaffee va prendre part en la Guerra Civil dels Estats Units i en les guerres contra els amerindis, va enir un paper clau en la guera de Cuba de 1898 i va lluitar en la Rebel·lió Boxer a la Xina. Va ser Cap de l'Estat Major de l'Exèrcit dels Estats Units des de 1904 a 1906, va supervisar la transformació de l'organització i la doctrina en l'Exèrcit.
Era el pare d'Adna R. Chaffee, Jr. militar que desenvolupà l'ús dels tancs. Va ser sebollit a l'Arlington National Cemetery.